# Шевал Блан
Шевал Блан (фр. Cheval-Blanc) насеље је и општина у Француској у региону Прованса-Алпи-Азурна обала, у департману Воклиз која припада префектури Апт.
По подацима из 2011. године у општини је живело 4109 становника, а густина насељености је износила 70,17 становника/km². Општина се простире на површини од 58,56 km². Налази се на средњој надморској висини од 81 метар (максималној 725 m, а минималној 76 m).

## Демографија
| 1962. | 1968. | 1975. | 1982. | 1990. | 1999. | 2011. |
| ----- | ----- | ----- | ----- | ----- | ----- | ----- |
| 1.839 | 1.880 | 2.029 | 2.372 | 3.032 | 3.524 | 4.109 |

График промене броја становника у току последњих година